# День квадратного кореня
День квадратного кореня — неофіційне свято, що відзначається дев'ять разів на століття у день, коли і число, і порядковий номер місяця є квадратними коренями з двох останніх цифр року (наприклад, 2 лютого 2004 року: 02-02-04).

## Історія та сучасність свята
Вперше це свято відзначалося 9 вересня 1981 року (09-09-81). Засновником свята є шкільний учитель Рон Гордон (Ron Gordon) з міста Редвуд-Сіті Каліфорнія США. Станом на 2009 рік Гордон продовжує публікувати замітки про придумане ним свято, активно контактуючи з цього приводу зі ЗМІ. Його дочка за допомогою Facebook зібрала групу шанувальників цього свята, де кожен може поділитися своїм способом відзначити цю дату.
Головною стравою на цьому «святковому столі» зазвичай є варені кубики з коренів плодів і випічка у формі математичного знака квадратного кореня.

## Хронологія
З об'єктивних математичних причин це свято може відзначатися тільки дев'ять разів на століття (сім раз у першій половині століття і двічі — у другій), завжди в одні й ті ж дні:
1. 1 січня хх01 року
2. 2 лютого хх04 року
3. 3 березня хх09 року
4. 4 квітня хх16 року
5. 5 травня хх25 року
6. 6 червня хх36 року
7. 7 липня хх49 року
8. 8 серпня хх64 року
9. 9 вересня хх81 року

## Не Цікаві факти
- 1 січня 2001 року свято збіглося з початком нового тисячоліття.
- 2 лютого 2004 року свято збіглося з Днем бабака[4].
- 3 березня 2009 року (03-03-2009) організатор свята Рон Гордон влаштував спеціальне змагання, призом у якому послужила сума у 339 $[3].
- 4 квітня 2016 року свято збіглося з Днем Інтернету